# Círculo de fogo do Pacífico

Círculo de Fogo

Círculo de fogo do Pacífico, ou Anel de fogo do Pacífico (ou às vezes apenas Anel de Fogo), é uma área onde há um grande número de terremotos e uma forte atividade vulcânica localizado no Norte do Oceano Pacífico. O Anel de Fogo do Pacífico tem a forma de ferradura, com cerca de 40.000 km de extensão e está associado a uma série quase contínua de trincheiras oceânicas, arcos vulcânicos, couraças vulcânicas, cinturões de vulcões e movimentos de placas tectônicas (placas litosféricas). 

## Origem e formação
O Círculo de Fogo do Pacífico foi formado ao longo de milhões de anos devido ao movimento das placas tectônicas. Ele é resultado da subducção, um processo geológico em que placas oceânicas mais densas mergulham sob placas continentais ou oceânicas menos densas. Esse movimento cria zonas de intensa atividade sísmica e vulcânica, como fossas oceânicas e cadeias de montanhas. Por exemplo, a Fossa das Marianas, o ponto mais profundo dos oceanos, está localizada no Círculo de Fogo e foi formada pela subducção da Placa do Pacífico sob a Placa das Filipinas.
A região também é marcada pela presença de arco-ilhas, como o arquipélago do Japão e as Filipinas, que se formam quando o magma sobe à superfície devido à subducção. Esses arcos são frequentemente associados a vulcões ativos e terremotos.

## Atividade vulcânica e terremotos
O Círculo de Fogo abriga mais de 450 vulcões ativos, incluindo alguns dos mais famosos do mundo. O Monte Fuji, no Japão, é um símbolo cultural e geológico, enquanto o Monte Santa Helena, nos Estados Unidos, é conhecido por sua catastrófica erupção em 1980.
Além disso, a região é palco de terremotos devastadores, como o de Tohoku em 2011, que gerou um tsunami com ondas de até 40 metros e causou o desastre nuclear de Fukushima. Outro exemplo notável é o terremoto de Valdivia em 1960, no Chile, que atingiu 9,5 na escala Richter, o maior já registrado na história.

## Países e regiões
Países e regiões próximos ou inseridos no Círculo de Fogo:
- Japão
- Alasca, costa sul e Ilhas Aleutas, pertencente aos Estados Unidos
- Costa oeste do Canadá, Estados Unidos e México
- Costa oeste da América Central (da Guatemala ao Panamá)
- Costa oeste da América do Sul (da Colômbia ao Chile)
- Tailândia
- Indonésia
- Malásia, parte insular na ilha de Bornéu
- Filipinas
- Timor-Leste
- Papua-Nova Guiné
- Ilhas Salomão
- Vanuatu
- Tonga
- Nova Zelândia
- Partes da Antártida próximas da América do Sul (Península Antártica) e também próximas da Nova Zelândia (costa do Mar de Ross)
- Taiwan